# ラジオ技術
ラジオ技術は、アイエー出版が発売元となりインプレスが刊行するオーディオマニア向けの雑誌である。創刊時はラジオ受信機を主としたエレクトロニクス（電子技術・工学）を扱う雑誌であったが、1950年代半ばから高級オーディオや自作アンプを中心とする内容に変わっていった。広告収入の減少や、読者の高齢化を理由とした販売部数の低下による赤字経営が続いていることや、編集長の視力悪化のため、2022年7・8月合併号から隔月刊行となった。そして2022年11月号からは書店での販売を中止して出版社からの直販制に移行し、12月号をもって休刊。これ以降は、年6回不定期刊行の定期購読で直販という形態に変更された。

## 概要
1947年4月のラジオ技術社の設立とともに創刊された。創刊当初は科学社から刊行されていたが、8巻5号から47巻11号まではラジオ技術社から刊行された。47巻12号から54巻4号までは商号変更によりインプレス販売、54巻5号から68巻7号までは商号変更によりインプレスコミュニケーションズから刊行されていた。しかしインプレスジャパン（現 インプレス）との合併に伴い、68巻8号以降は発売元がアイエー出版、発行元がインプレスになっている。

## 内容の変遷
戦前のラジオ受信機は受信電波をそのまま検波する「並３」「並４」「高１」という再生回路方式だったが、戦後は受信電波を一旦一定値の中間周波数に変換して増幅することで高感度・高安定度を実現する「スーパーヘテロダイン」方式の受信機が採用された。これら受信機の多くはアマチュアがアルバイト製作して頒布していた。そうした背景からその技術情報記事が強く求められ、同紙は当初ラジオの受信機関係の記事を主体としていた。更に、それら受信機にSPレコード再生機能を付加して改良した「電気蓄音機（通称「電蓄」）」が登場、同紙にも今で言う「真空管オーディオ」関係の様々な記事が掲載されるようになった。
続いてテレビ試験放送開始に合わせてその各部回路の解説・調整記事が長期に続いて、テレビ技術も追求するなど、電子回路各分野の記事を掲載。また、そこからのスピンアウトとして、真空管アンプ設計製作やテレビ技術教科書、カラーテレビ技術教科書、電卓技術教科書といった実用専門書籍を刊行、これらは長らく中古本でも流通し、中には支持を集めて復刻されたものもあった。
1990年、新雑誌である『aVle』を創刊して、オーディオ・ビジュアル関係の記事は全てそちらに移行し、純粋なオーディオのみを扱うようになる。だが同誌は早々に休刊となった。
無線ないしエレクトロニクスの製作記事を中心とした『初歩のラジオ』や『ラジオの製作』等の雑誌は休刊したが、本誌や『無線と実験』（現『MJ』）誌は、タイトルにあるようなラジオや無線の記事の全く無い「オーディオ誌」としてオーディオマニア向けに刊行を続けていた。